# 누나트시아부트

누나트시아부트의 기

누나트시아부트(이누크티투트어:  누나트시아부트)는 캐나다의 뉴펀들랜드 래브라도주에 있는 지역 이름이다.